# يايلملي (طوت)
يايلملي (بالتركية: Yaylımlı)‏ هي قرية تركمانيّة تتبع إداريّاً لمديرية طوت في محافظة أديامان التركية الواقعة في جنوب شرق الأناضول. وبلغ عدد سكانها 555 نسمة في عام 2021.